# Tachydromia excisa
Tachydromia excisa is een vliegensoort uit de familie van de Hybotidae. De wetenschappelijke naam van de soort is voor het eerst geldig gepubliceerd in 1864 door Loew.